# Rikard Friedl
Rikard (Riccardo) Friedl (Split , 16. rujna 1847. – Firenca, 27. veljače 1917.), hrvatski svećenik i vjerski pisac.
Otac mu je bio austrijski državni službenik koji je službovao u Splitu. Tijekom školovanja na gimnaziji u Dubrovniku privukao ga je isusovački red i s 15 godina je odlučio postati isusovac.
1862. godine je u Veroni stupio u Družbu Isusovu. Nakon studija u Feldkirchu, Bolzanu, Bressanonu i Lavalu, u ovom je zadnjem gradu primio svećenički red 1877. Potom boravi u Francuskoj, Portugalu i Španjolskoj. Od 1881. do 1887. je odgojitelj u sjemeništu u Zadru, potom je učitelj isusovačkih novaka u Kraljevici 1887. - 1994.; posrijedi je bila grupa od oko 30 novaka iz Italije, Francuske i Austrije koji su se u Kraljevicu - uz odobrenje hrvatskih vlasti - u vrijeme kada su Isusovci bili izloženi progonima u Italiji, Francuskoj i Austriji. Potom postaje rektor isusovačkog kolegija u Soresinu kraj Cremone, a od 1896. - 1898. službuje kao provincijal isusovačke pokrarine u Venetu. Od 1899. do 1903. vodi Torinsku pokrajinu.
Od 1903. nadalje opet vodi obuku mladih generacija Isusovaca, na području Torina, Milana i Ferenci.
Umro je na glasu svetosti, te je ubrzo nakon njegove smrti pokrenut i postupak beatifikacije, koji međutim nije okončan.

## Vanjske poveznice
- FRIEDL, Rikard (Riccardo), Hrvatski biografski leksikon. Pristupljeno 27. veljače 2025.
- FRIEDL, Riccardo, Donatella Gironi, "Treccani" Enciclopedia iz Dizionario Biografico degli Italiani - Vol. 50/1998). Pristupljeno 27. veljače 2025.
- "Servo di Dio Riccardo Friedl", Daniele Bolognini, "Santi e Beati" (talijanski) Pristupljeno 27. veljače 2025.
- Biografija sluge Božjeg Rikarda Friedla, SJ, kod "The Jesuit Prayer Ministry Singapore" (engleski). Pristupljeno 18. ožujka 2025.